# Tropicale Amissa Bongo 2013
La 8.ª edición de la Tropicale Amissa Bongo se disputó del 14 al 20 de enero del 2013. 
Esta competición, organizada en Gabón y pasando, este año, por Camerún, formó parte del UCI Africa Tour, dentro de la categoría 2.1.
El ganador final fue Yohann Gène (quien además se hizo con una etapa y la clasificación por puntos). Le acompañaron en el podio Soufiane Haddi (vencedor de la clasificación de los sprints y de los jóvenes) y Gaëtan Bille, respectivamente.
En las otras clasificaciones secundarias se impusieron Merhawi Kudus (montaña) y Lotto Belisol (equipos).

## Equipos participantes
Tomaron parte en la carrera 15 equipos: 2 equipos de categoría UCI ProTeam; 3 de categoría Profesional Continental; 1 de categoría Continental; y 9 selecciones nacionales. Formando así un pelotón 88 corredores, con 6 ciclistas cada equipo (excepto la Selección de Burkina Faso y el Lampre-Merida que salieron con 5), de los que acabaron 78. Los equipos participantes fueron:
| Equipo                               | Cód. UCI | Categoría               |
| ------------------------------------ | -------- | ----------------------- |
| Team Europcar                        | EUC      | Profesional Continental |
| Selección de Gabón                   |          | Selección nacional      |
| MTN Qhubeka                          | MTN      | Profesional Continental |
| Selección de Marruecos               |          | Selección nacional      |
| Lampre-Merida                        | LAM      | UCI ProTeam             |
| Selección de Ruanda                  |          | Selección nacional      |
| Lotto Belisol                        | LTB      | UCI ProTeam             |
| Selección de de Camerún              |          | Selección nacional      |
| Cofidis, Solutions Crédits           | COF      | Profesional Continental |
| Selección de Eritrea                 |          | Selección nacional      |
| Groupement Sportif Pétrolier Algérie | GSP      | Continental             |
| Selección de Etiopía                 |          | Selección nacional      |
| Selección de Burkina Faso            |          | Selección nacional      |
| Selección de Kenia                   |          | Selección nacional      |
| Selección de Costa de Marfil         |          | Selección nacional      |

## Etapas
| Etapa    | Fecha       | Recorrido         | km  | Ganador           | Líder             |
| -------- | ----------- | ----------------- | --- | ----------------- | ----------------- |
| 1ª etapa | 14 de enero | Bitam - Ebolowa   | 149 | Frederique Robert | Frederique Robert |
| 2ª etapa | 15 de enero | Yaundé-Yaundé     | 112 | Andrea Palini     | Andrea Palini     |
| 3ª etapa | 16 de enero | Oyem-Bitam        | 110 | Gert Dockx        | Andrea Palini     |
| 4ª etapa | 17 de enero | Oyem-Mitzic       | 109 | Adrien Petit      | Andrea Palini     |
| 5ª etapa | 18 de enero | Lambarene-Mouila  | 190 | Frederique Robert | Andrea Palini     |
| 6ª etapa | 19 de enero | Lambarene-Kango   | 147 | Yohann Gène       | Yohann Gène       |
| 7ª etapa | 20 de enero | Owendo-Libreville | 128 | Gert Dockx        | Yohann Gène       |

## Clasificaciones finales

### Clasificación general
| Posición | Ciclista       | Equipo                               | Tiempo           |
| -------- | -------------- | ------------------------------------ | ---------------- |
|          | Yohann Gène    | Europcar                             | 21 h 53 min 32 s |
| 2        | Soufiane Haddi | Selección de Marruecos               | a 8 s            |
| 3        | Gaëtan Bille   | Lotto Belisol                        | a 14 s           |
| 4        | Jim Songezo    | MTN Qhubeka                          | a 54 s           |
| 5        | Tsgabu Grmay   | MTN Qhubeka                          | a 1 min 25 s     |
| 6        | Azzedine Lagab | Groupement Sportif Pétrolier Algérie | a 1 min 30 s     |
| 7        | Issiaka Cisse  | Selección de Costa de Marfil         | a 1 min 31 s     |
| 8        | Romain Zingle  | Cofidis, Solutions Crédits           | a 1 min 50 s     |
| 9        | Meron Eshome   | Selección de Eritrea                 | a 2 min 1 s      |
| 10       | Louis Meintjes | MTN Qhubeka                          | a 2 min 21 s     |

### Clasificación de la montaña
| Posición | Ciclista                   | Equipo                               | Puntos |
| -------- | -------------------------- | ------------------------------------ | ------ |
|          | Merhawi Kudus              | Selección de Eritrea                 | 23     |
| 2        | Abdelmalek Madani          | Groupement Sportif Pétrolier Algérie | 18     |
| 3        | Azzedine Lagab             | Groupement Sportif Pétrolier Algérie | 14     |
| 4        | Jacques Janse Van Rensburg | MTN Qhubeka                          | 13     |
| 5        | Ephrem Ekobena             | Selección de Gabón                   | 11     |

### Clasificación por puntos
| Posición | Ciclista          | Equipo                     | Puntos |
| -------- | ----------------- | -------------------------- | ------ |
|          | Yohann Gène       | Europcar                   | 158    |
| 2        | Andrea Palini     | Lampre-Merida              | 149    |
| 3        | Adrien Petir      | Cofidis, Solutions Crédits | 127    |
| 4        | Soufiane Haddi    | Selección de Marruecos     | 102    |
| 5        | Frederique Robert | Lotto Belisol              | 94     |

### Clasificación de los sprints
| Posición | Ciclista          | Equipo                    | Puntos |
| -------- | ----------------- | ------------------------- | ------ |
|          | Soufiane Haddi    | Selección de Marruecos    | 15     |
| 2        | Rasmane Ouedraogo | Selección de Burkina Faso | 14     |
| 3        | Yohann Gène       | Europcar                  | 13     |
| 4        | Merhawi Kudus     | Selección de Eritrea      | 7      |
| 5        | Gaëtan Bille      | Lotto Belisol             | 7      |

### Clasificación de los jóvenes
| Posición | Ciclista       | Equipo                       | Puntos           |
| -------- | -------------- | ---------------------------- | ---------------- |
|          | Soufiane Haddi | Selección de Marruecos       | 21 h 53 min 40 s |
| 2        | Jim Songezo    | MTN Qhubeka                  | a 46 s           |
| 3        | Tsgabu Grmay   | MTN Qhubeka                  | a 1 min 17 s     |
| 4        | Issiaka Cisse  | Selección de Costa de Marfil | a 1 min 23 s     |
| 5        | Meron Teshome  | Selección de Eritrea         | a 1 min 53 s     |

### Clasificación por equipos
| Posición | Equipo                     | Tiempo          |
| -------- | -------------------------- | --------------- |
|          | Lotto Belisol              | 65 h 43 min 1 s |
| 2        | MTN Qhubeka                | a 18 s          |
| 3        | Europcar                   | a 1 min 39 s    |
| 4        | Selección de Marruecos     | a 2 min 30 s    |
| 5        | Cofidis, Solutions Crédits | a 13 min 44 s   |

## Evolución de las Clasificaciones
| Etapa (Vencedor)              | Clasificación general | Clasificación por puntos | Clasificación de la montaña | Clasificación de los sprints | Clasificación de los jóvenes | Clasificación por equipos |
| ----------------------------- | --------------------- | ------------------------ | --------------------------- | ---------------------------- | ---------------------------- | ------------------------- |
| 1.ª etapa (Frederique Robert) | Frederique Robert     | Frederique Robert        | Ephrem Ekobena              | Soufiane Haddi               | Soufiane Haddi               | Selección de Eritrea      |
| 2.ª etapa (Andrea Palini)     | Andrea Palini         | Andrea Palini            | Abdelmalek Madani           | Soufiane Haddi               | Soufiane Haddi               | Selección de Eritrea      |
| 3.ª etapa (Gert Dockx)        | Andrea Palini         | Andrea Palini            | Abdelmalek Madani           | Soufiane Haddi               | Soufiane Haddi               | Selección de Eritrea      |
| 4.ª etapa (Adrien Petit)      | Andrea Palini         | Andrea Palini            | Merhawi Kudus               | Soufiane Haddi               | Adrien Petit                 | Selección de Eritrea      |
| 5ª etapa (Frederique Robert)  | Andrea Palini         | Andrea Palini            | Merhawi Kudus               | Soufiane Haddi               | Adrien Petit                 | Lotto Belisol             |
| 6ª etapa (Yohann Gène)        | Yohann Gène           | Yohann Gène              | Merhawi Kudus               | Soufiane Haddi               | Soufiane Haddi               | Lotto Belisol             |
| 7ª etapa (Gert Dockx)         | Yohann Gène           | Yohann Gène              | Merhawi Kudus               | Soufiane Haddi               | Soufiane Haddi               | Lotto Belisol             |
| Final                         | Yohann Gène           | Yohann Gène              | Merhawi Kudus               | Soufiane Haddi               | Soufiane Haddi               | Lotto Belisol             |